# Rue du Père-Teilhard-de-Chardin
La rue du Père-Teilhard-de-Chardin est une voie piétonne située dans le quartier du Jardin-des-Plantes du 5e arrondissement de Paris (France).

## Situation et accès
La rue du Père-Teilhard-de-Chardin est desservie par la ligne 7 aux stations Place Monge et Censier - Daubenton.

## Origine du nom
Cette voie honore la mémoire du père Teilhard de Chardin (1881-1955), prêtre jésuite, théologien, philosophe et paléontologue français.

## Historique
La rue du Père-Teilhard-de-Chardin est ouverte en 1978 pour desservir un groupe scolaire. Elle avait été provisoirement dénommée « voie L/5 ».
Cette voie a reçu son nom actuel par arrêté municipal du 30 août 1978. On ignore la raison pour laquelle une seconde voie de Paris, la place du Père-Teilhard-de-Chardin — située dans le 4e arrondissement — a été attribuée à la même personne un peu plus tard (en 1981).